# Oriechowo
Oriechowo (ros. Орехово) – stacja moskiewskiego metra linii Zamoskworieckiej (kod 022) położona w południowym okręgu administracyjnym Moskwy w rejonie Oriechowo-Borisowo Jużnoje, od którego została nazwa. Przez pól roku pełniła funkcję stacji końcowej. Wyjścia prowadzą na ulicę Bachenowa i Szipiłowskij Projezd.

## Historia
Stacja została otwarta jako koniec odcinka Kaszyrskaja - Oriechowo 30 grudnia 1984 roku. Jednak już następnego dnia została zamknięta z powodu zalania tuneli pomiędzy stacjami Caricyno i Oriechowo wodą. Ponownie stację otwarto 9 lutego 1985 roku. 26 października 2011 w tunelu pomiędzy stacjami Caricyno i Oriechowo miał miejsce pożar. Ogień nie spowodował jednak ofiar.

## Konstrukcja i wystrój
Jednopoziomowa, płytka stacja kolumnowa z jednym peronem. Posiada dwa rzędny 26 kolumn pokrytych białym i szarym marmurem, podobnie jak ściany nad torami. W westybulu ponad schodami ruchomymi znajduje się rzeźba z brązu o tematyce ochrony przyrody.